# كولومبوس غروف (أوهايو)
كولومبوس غروف، أوهايو

كولومبوس غروف (بالإنجليزية: Columbus Grove)‏ هي مدينة أمريكية تقع في ولاية أوهايو. تبلغ مساحة هذه المدينة 2.7 (كم²)،ويبلغ عدد سكانها 2200 نسمة حسب إحصاء سنة 2010 م 2200.تشير إحصاءات سنة 2000م بأن الكثافة السكانية في هذه المدينة تقدر بـ(828.1) نسمة/كم2 

## التركيبة السكانية
قام مكتب تعداد الولايات المتحدة بتحديد بيانات التركيبة السكانية لكولومبوس غروف في تعداد الولايات المتحدة. في ما يلي، التركيبة السكانية حسب تعدادي 2000 و2010.

### تعداد عام 2000
بلغ عدد سكان كولومبوس سيتي 376 نسمة بحسب تعداد عام 2000، وبلغ عدد الأسر 135 أسرة وعدد العائلات 91 عائلة مقيمة في المدينة. في حين سجلت الكثافة السكانية 1,613.4 نسمة لكل ميل مربع (622.9/كم2). وبلغ عدد الوحدات السكنية 138 وحدة بمتوسط كثافة قدره 592.1 نسمة لكل ميل مربع (228.6/كم2).
وتوزع التركيب العرقي للمدينة بنسبة 74.47% من البيض و 0.27% من الأمريكيين ذوي الأصول الآسيوية و 2.39% من عرقين مختلطين أو أكثر.
بلغ عدد الأسر 135 أسرة كانت نسبة 35.6% منها لديها أطفال تحت سن الثامنة عشر تعيش معهم، وبلغت نسبة الأزواج القاطنين مع بعضهم البعض 53.3% من أصل المجموع الكلي للأسر، ونسبة 10.4% من الأسر كان لديها معيلات من الإناث دون وجود شريك، وكانت نسبة 31.9% من غير العائلات. تألفت نسبة 28.9% من أصل جميع الأسر من أفراد ونسبة 17.8% كانوا يعيش معهم شخص وحيد يبلغ من العمر 65 عاماً فما فوق. وبلغ متوسط حجم الأسرة المعيشية 3.49، أما متوسط حجم العائلات فبلغ 2.79.
بلغ العمر الوسطي للسكان 35 عاماً. وكانت نسبة 5.9% بين الثامنة عشر والأربعة وعشرون عاماً، ونسبة 30.6% كانت واقعةً في الفئة العمرية ما بين الخامسة والعشرون حتى والأربعة وأربعون عاماً، ونسبة 18.6% كانت ما بين الخامسة والأربعون حتى الرابعة والستون، ونسبة 13.3% كانت ضمن فئة الخامسة والستون عاماً فما فوق. يوجد لكل 100 أنثى 103.2 ذكر، ويوجد لكل 100 أنثى في الثامنة عشر من عمرها فما فوق 96.2 ذكر.
بلغ متوسط دخل الأسرة في المدينة 32,188 دولار، أما متوسط دخل العائلة فبلغ 39,167 دولار. وكان متوسط دخل الذكور 25,000 دولار مقابل 22,232 دولار للإناث. وسجل دخل الفرد الخاص بالمدينة 12,468 دولار. وكانت نسبة 7.3% من العائلات ونسبة 5.2% من السكان تحت خط الفقر، وكان من هؤلاء نسبة 5.2% تحت سن الثامنة عشر ونسبة 6.7% في الخامسة والستين من العمر وما فوق.

### تعداد عام 2010
بلغ عدد سكان كولومبوس غروف 2,137 نسمة بحسب تعداد عام 2010، وبلغ عدد الأسر 858 أسرة وعدد العائلات 594 عائلة مقيمة في القرية. في حين سجلت الكثافة السكانية 1,978.7 نسمة لكل ميل مربع (764.0/كم2). وبلغ عدد الوحدات السكنية 916 وحدة بمتوسط كثافة قدره 848.1 لكل ميل مربع (327.5/كم2).
وتوزع التركيب العرقي للقرية بنسبة 94.2% من البيض و 0.6% من الأمريكيين الأصليين و 0.2% من الأمريكيين ذوي الأصول الآسيوية و 2.3% من عرقين مختلطين أو أكثر.
بلغ عدد الأسر 858 أسرة كانت نسبة 34.3% منها لديها أطفال تحت سن الثامنة عشر تعيش معهم، وبلغت نسبة الأزواج القاطنين مع بعضهم البعض 51.2% من أصل المجموع الكلي للأسر، ونسبة 12.9% من الأسر كان لديها معيلات من الإناث دون وجود شريك، بينما كانت نسبة 5.1% من الأسر لديها معيلون من الذكور دون وجود شريكة وكانت نسبة 30.8% من غير العائلات. تألفت نسبة 27.4% من أصل جميع الأسر من أفراد ونسبة 12.6% كانوا يعيش معهم شخص وحيد يبلغ من العمر 65 عاماً فما فوق. وبلغ متوسط حجم الأسرة المعيشية 3.03، أما متوسط حجم العائلات فبلغ 2.49.
بلغ العمر الوسطي للسكان 37.1 عاماً. وكانت نسبة 27.7% من القاطنين تحت سن الثامنة عشر، وكانت نسبة 8.9% بين الثامنة عشر والأربعة وعشرون عاماً، ونسبة 23.8% كانت واقعةً في الفئة العمرية ما بين الخامسة والعشرون حتى والأربعة وأربعون عاماً، ونسبة 23.8% كانت ما بين الخامسة والأربعون حتى الرابعة والستون، ونسبة 15.8% كانت ضمن فئة الخامسة والستون عاماً فما فوق. وتوزع التركيب الجنسي للسكان بنسبة 48.6% ذكور و51.4% إناث.